# سكستوس يوليوس سيفيروس
غنايوس مينيشيوس فوستينوس سكستوس يوليوس سيفيروس قائد عسكري روماني في القرن الثاني الميلادي، شغل منصب قنصل روما في الثلاث أشهر الأخيرة من سنة 127م، مع لوشيوس أميليوس يونكوس.

## سيرته
ولد يوليوس سيفيروس في مستعمرة كلوديا أيكووم في دالماتيا بكرواتيا. شغل منصب حاكم مويسيا؛ كما أصبح حاكمًا رومانيًا لبريطانيا حوالي سنة 131م. بين سنتي 133-135م، نُقل مع الفيلق الروماني الرابع عشر إلى المقاطعة اليهودية للمساعدة في قمع ثورة بار كوخبا. ونظرًا لسمعته العسكرية، فقد اعتبره المؤرخون مستكشفًا للأخطاء، حيث كان يُرسل إلى المقاطعات المضطربة لإخماد ثوراتها. وقد اعتبر وجوده في بريطانيا مؤشرًا على وجود اضطرابات بها وقتئذ رغم عدم وجود دليل أثري يشير إلى القتال في بريطانيا تحت حكمه، إلا أن ما ذكره الخطيب فرونتو إلى وفاة العديد من الجنود في بريطانيا خلال فترة حكم هادريان قد تشير إلى وجود قلاقل في تلك الفترة.
"ومع ذلك، سرعان ما اهتزت منطقة اليهودية بأكملها، وظهرت علامات الاضطراب على اليهود في كل مكان... أرسل هادريان أفضل جنرالاته ضدهم. وكان أول هؤلاء يوليوس سيفيروس، الذي أُرسل من بريطانيا، حيث كان حاكمًا، ليواجه اليهود". – كاسيوس ديو، تاريخ روما LXIX.xiii.1-2 – خلاصة زيفلينيوس